# Ska-P
Ska-P (ausgesprochen [ɛs.ˈka.pe]) ist eine spanische Skapunk-Band aus Vallecas, Madrid.

## Bandgeschichte
Ska-P wurde 1994 in Madrid gegründet. Gemäß Bandlegende war es eine prophetische Erscheinung in Gestalt eines streunenden, dreibeinigen Katers namens López, die zur Entstehung dieser Musikgruppe führte. Dieser Kater ist noch heute das Symbol und Maskottchen der Gruppe.
Der Bandname wird als „eskape“ ausgesprochen und ist ein Wortspiel aus „escape“ (wörtlich übersetzt: „Flucht“ oder „entfliehen Sie!“) und der Musikrichtung Ska-Punk.
Ska-P begann als reine Hobbyband und pendelte sich stilistisch schnell auf Ska-Punk mit sozialkritischen Texten ein. Angeprangert werden u. a. Gewalt, soziale Kälte, Stierkämpfe, das Verbot von Marihuana/Drogen, Zeitarbeitsfirmen, Globalisierung, Kriege und die Konsumgesellschaft, was jedoch nicht dem bekannten Babylon-System entspricht, da sie strikt anti-religiös sind. Politisch geben sich die Bandmitglieder als Anarchisten und Anti-Kapitalisten. Zudem setzen sich die Mitglieder sowohl in den Texten ihrer Lieder, als auch bei öffentlichen Äußerungen für die wirtschaftliche Unabhängigkeit Lateinamerikas ein. Trotz der im Grundsatz anti-kapitalistischen Haltung veröffentlicht die Band ihre Alben auf dem Major-Label BMG und weist dabei insbesondere in Spanien auch große kommerzielle Erfolge auf. Inzwischen ist Ska-P die bekannteste spanische Skapunk-Band. Ska-P erlangte zwischenzeitlich auch in Italien, Deutschland, Frankreich, der Schweiz, Österreich sowie in Lateinamerika einen hohen Bekanntheitsgrad.
Durch ihre große Bekanntheit verhalfen Ska-P auch anderen Bands, wie den Asesinos Cereales zu einer größeren Fangemeinde. Bei Konzerten in Deutschland spielten sie auch häufig mit Bands wie Sondaschule und Die Toten Hosen.
Aufgrund des Songtextes von Intifada wird Ska-P von einigen linken Gruppen in Deutschland Antisemitismus vorgeworfen.

### Trennung und Wiedervereinigung
Am 14. Oktober 2005 gab die Band auf ihrer Website bekannt, dass sie nach 11 Jahren Bandbestehen für eine unbestimmte Zeit pausieren werde. Am 12. Oktober 2007 gab Pulpul auf der offiziellen Ska-P Homepage bekannt, dass die Band plant, wieder gemeinsam zu proben.

“Sometime next year there might be a new record, but only if things work out.”

„Irgendwann nächstes Jahr gibt es vielleicht ein neues Album, aber nur wenn alles gut läuft.“

Joxemi spielt zurzeit bei No Relax und hat mit diesen bereits zwei Alben veröffentlicht, während Pipi mit The Locos am 9. Mai 2006 in Spanien und am 2. Juni 2006 in Deutschland das Album Jaula de Grillos veröffentlichte. Die Musik von The Locos kommt der von Ska-P sehr nahe, da teilweise Lieder verarbeitet wurden, die zunächst für Ska-P geschrieben wurden. Kogote veröffentlichte mit dem Projekt „No Roots“ einige Lieder, jedoch bisher kein Album.
Ende 2007, einige Wochen nach der Ankündigung, einen neuen Versuch als Band zu starten, veröffentlichten alle Bandmitglieder einen Brief an ihre Fans auf der Website der Band. Hiermit verkündete die Band die Rückkehr von Ska-P. Pipi wollte zunächst bei seiner neuen Band The Locos bleiben, da er es als unfair betrachtete, seine neuen Bandkollegen im Stich zu lassen und war folglich gegen eine Rückkehr von Ska-P. Jedoch fand sich eine Lösung, bei der Pipi sowohl bei The Locos, als auch bei Ska-P spielen kann. Somit konnten Ska-P in voller Besetzung zurückkehren.
Im Herbst 2008 wurde das zuvor angekündigte Studioalbum Lágrimas y Gozos (dt. Übersetzung etwa: „Tränen und Freuden“) veröffentlicht. Es folgten Konzerte u. a. auch im deutschsprachigen Raum.

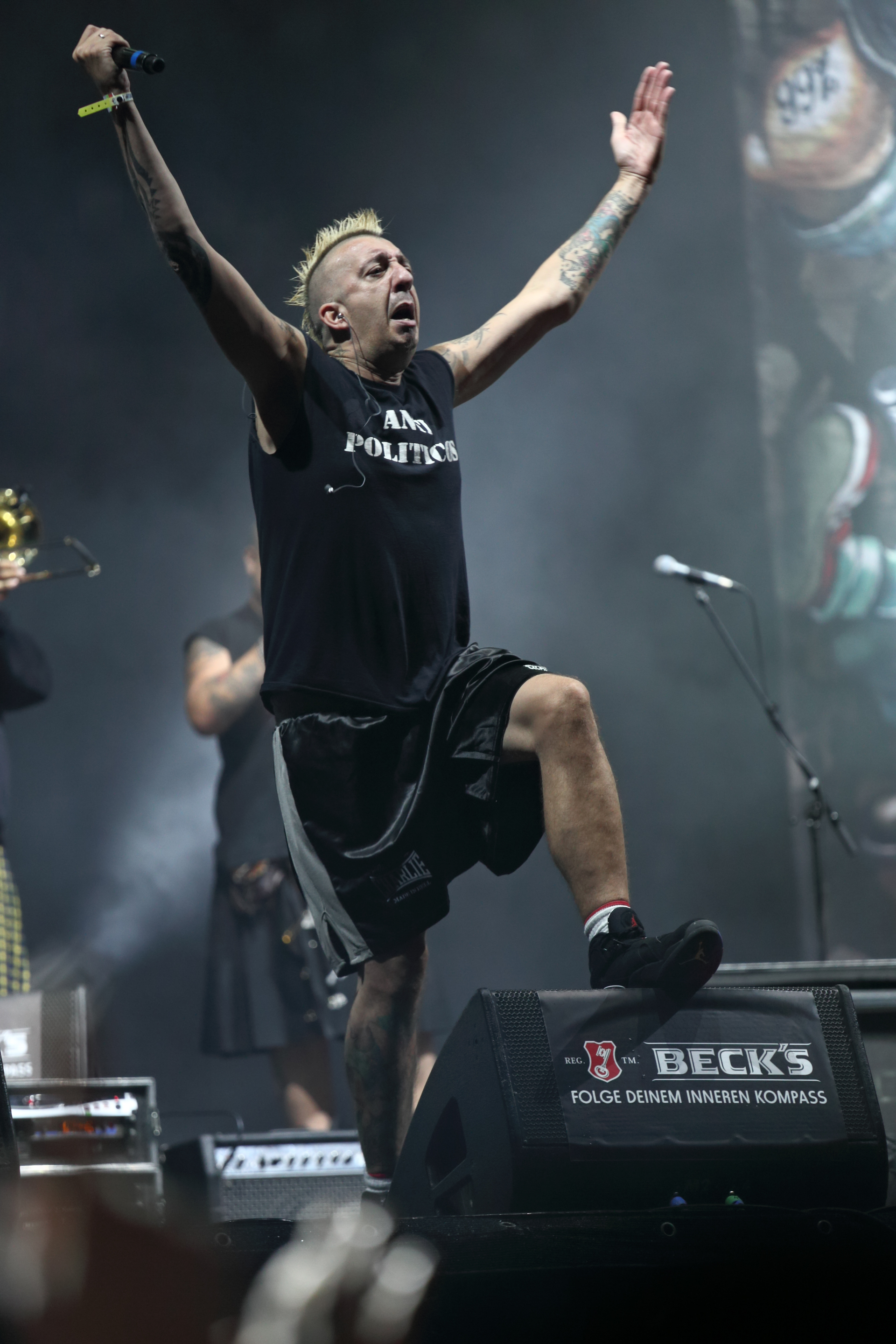
Showmaster und Zweitstimme „Pipi“ auf dem Chiemsee Reggae Summer 2013
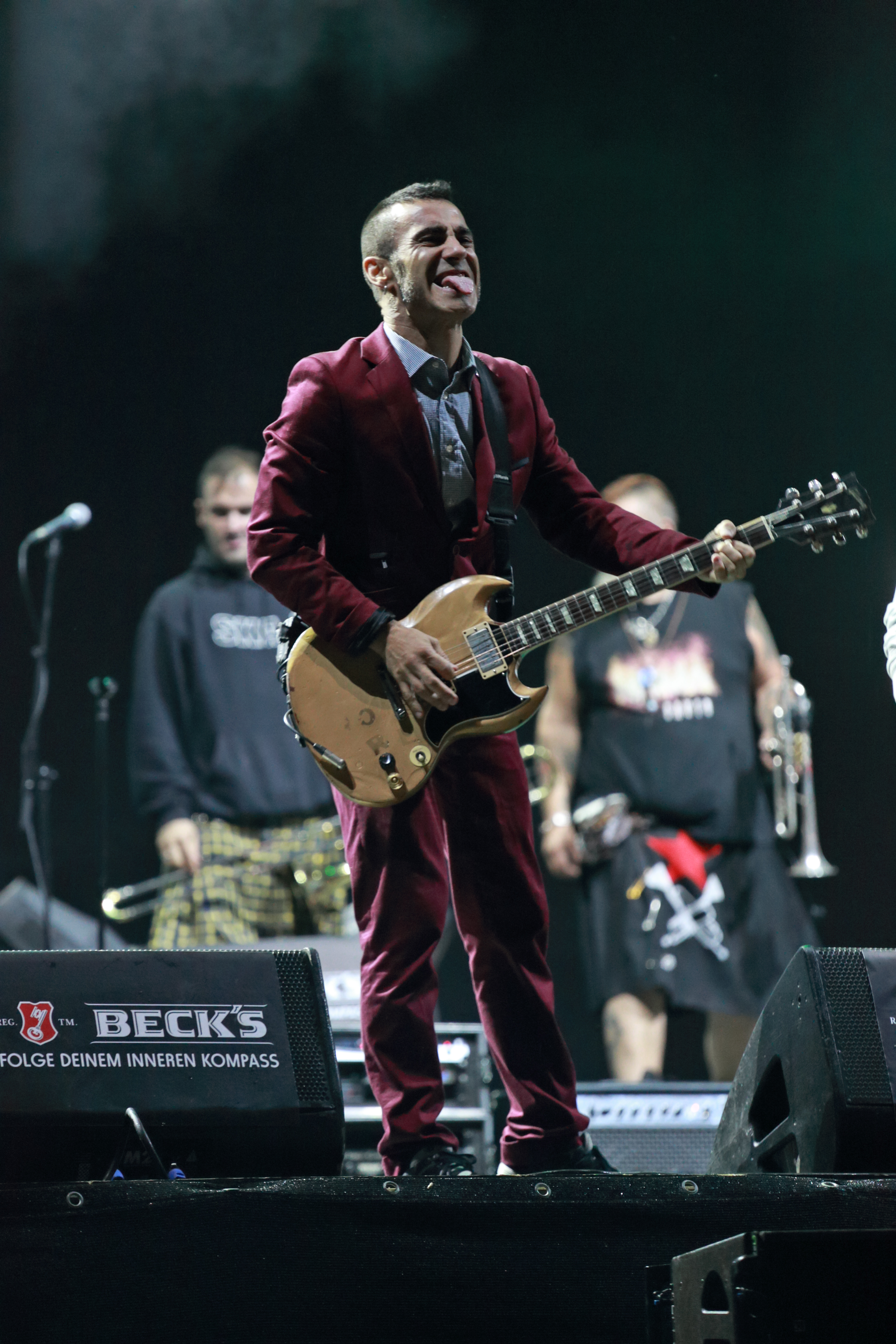
Leadgitarrist Joxemi auf dem Chiemsee Reggae Summer 2013
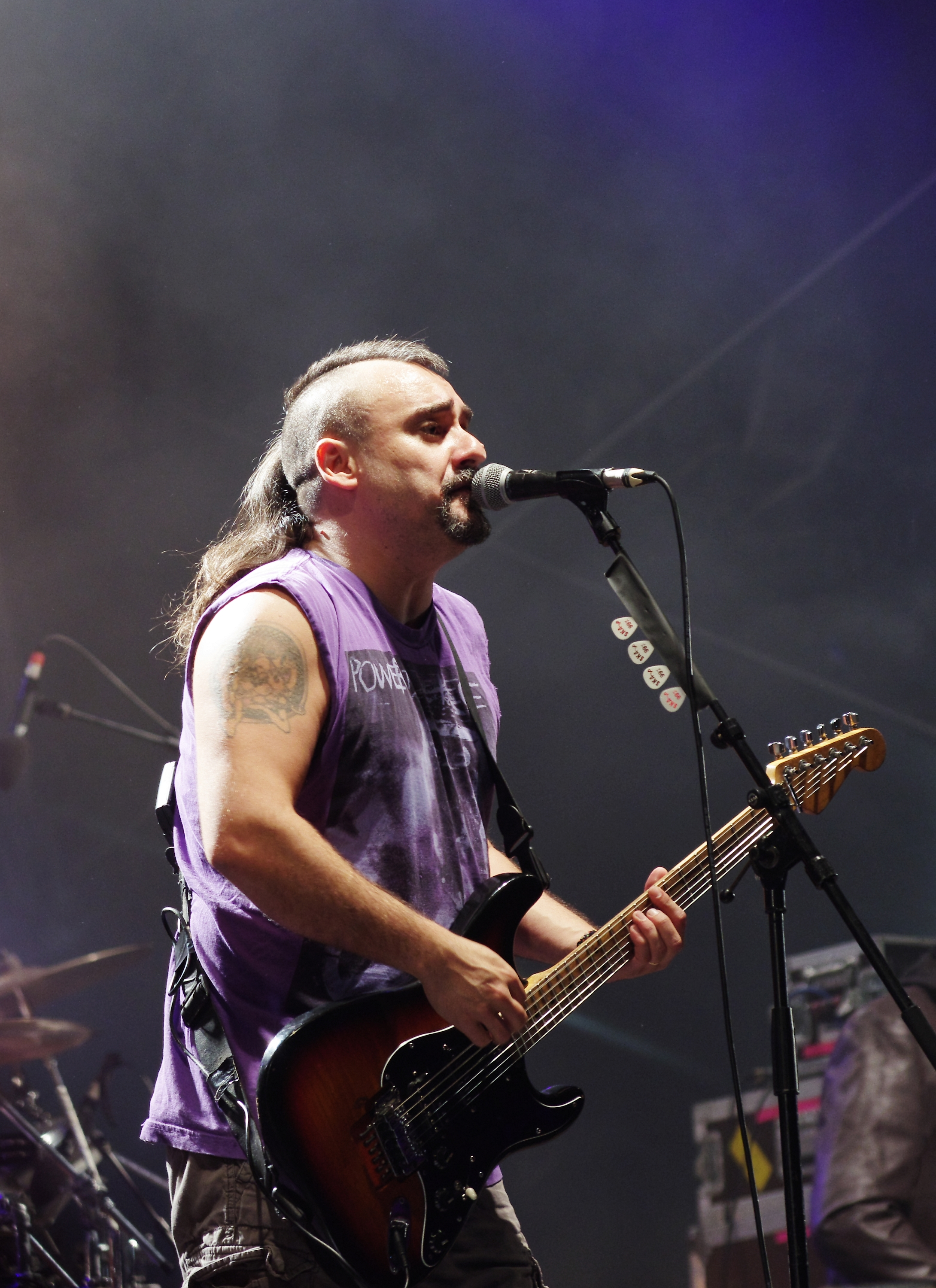
Pulpul beim Ruhrpott Rodeo 2013
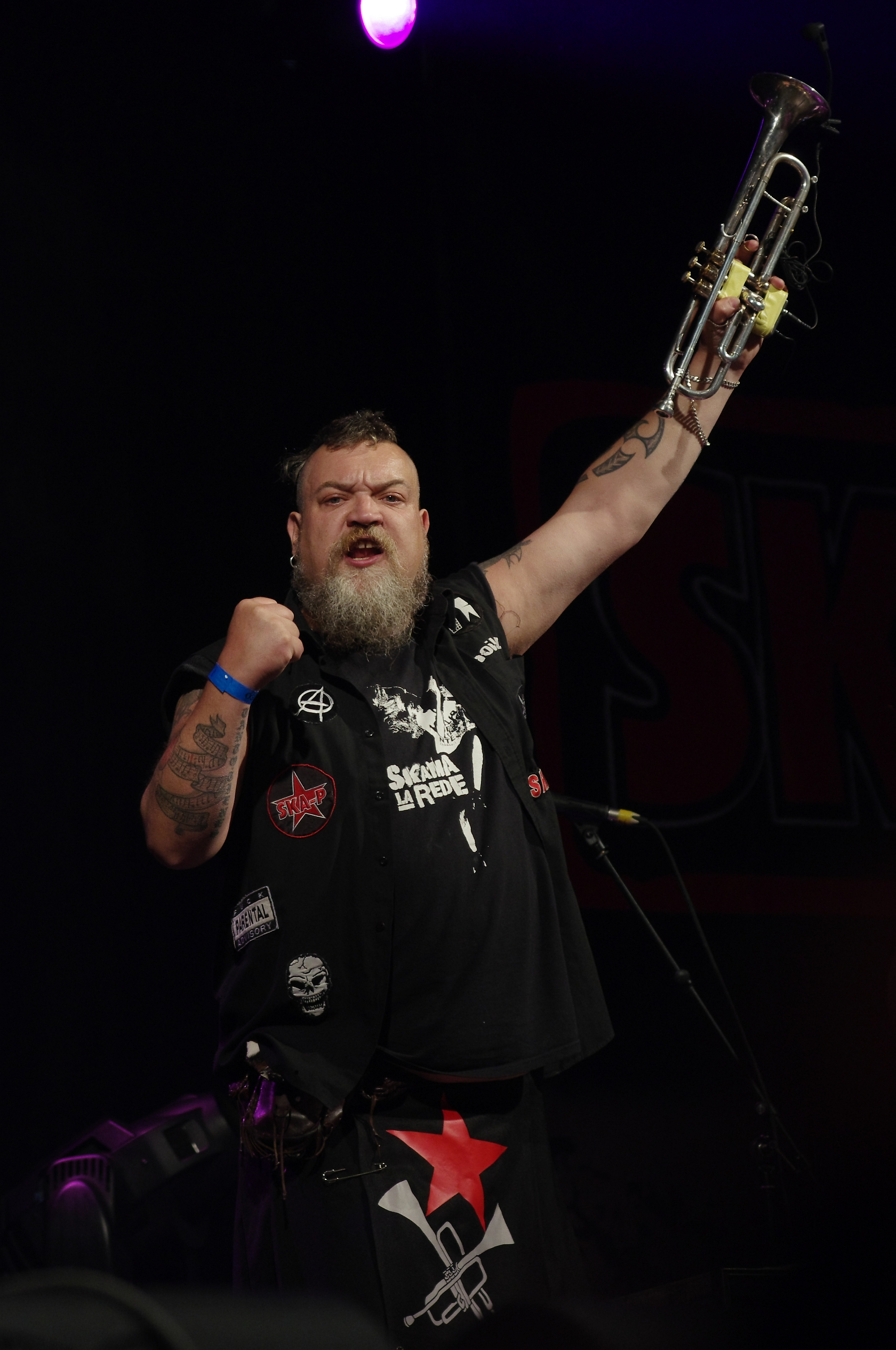
Txikitin beim Ruhrpott Rodeo 2013

## Diskografie

### Studioalben
- 1994: Ska-P (AZ Records)
- 1996: El vals del obrero (RCA Records, ES: ×2Doppelplatin )[7]
- 1998: Eurosis (RCA Records, ES: Platin)
- 2000: Planeta Eskoria (RCA Records, ES: Platin)
- 2002: ¡¡Que Corra La Voz!! (RCA Records)
- 2008: Lágrimas y Gozos (RCA Records)
- 2013: 99% (Warner)
- 2018: Game Over

### Livealben
- 2004: Incontrolable (CD+DVD)
- 2009: En Concierto (CD, nur in Frankreich)
- 2016: Live in Woodstock (CD+DVD)

### Singles
- 1996: Cannabis (ES: Gold)
- 1996: Ñapa Es
- 1996: El Vals del Obrero (ES: Platin)
- 1998: Paramilitar
- 2000: Planeta Eskoria
- 2000: Derecho de Admisión
- 2008: Crimen Sollicitationis
- 2013: Canto a la rebelión
- 2013: Se Acabó